# 良渊王
良淵王（1555年11月8日—1605年11月5日），又名底哈都拉摩訶達馬亞扎（Thiha Thura Dhamma Yaza），緬甸東吁王朝君主，1599年至1605年在位。
良淵是勃印曩的庶子。1590年代中期佔據上緬甸，成為當地的重要諸侯。自1597年起，其異母兄南達勃因遭到各地諸侯的背叛，良淵也透過奪取阿瓦，自稱阿瓦國王，與異母兄脫離了關係。1599年南達勃因戰敗被擒殺後，良淵以上緬甸為根據地，逐漸征服各路諸侯，並收服撣邦，成功復興了東吁王朝。死後，其子阿那畢隆繼位。